# Hans Kristian Durán
Hans Kristian Durán, född den 14 juni 1979, är en svensk regissör och programledare på Sveriges Radio.
Durán har flera strängar på sin lyra, och har bland annat grundat draggruppen Cabaret Moulin. Han är även prgoramledare på Sveriges Radio där han bland annat sköter programmen Klassisk morgon och Klassisk förmiddag. Han har även regisserat  Molières teaterföreställning Den girige vid Växjö Teater. Under 2025 kommer att han att leda laget Durán i SVT-produktionen Kulturfrågan Kontrapunkt.